# 久住辰也
久住辰也（くすみ たつや、1981年3月20日 - ）は、日本のラグビー選手。

## プロフィール
- 大阪府出身。
- 身長180cm、体重82kg
- ポジションはウィング(WTB)。
- 日本代表キャップは3。（2015年11月現在）

## 経歴
中学1年からラグビーを始め、関西創価高校では高校日本代表に選出。
大阪体育大学ラグビー部では関西リーグ屈指のトライゲッターとして活躍し、2003年にトップリーグ・トヨタ自動車ヴェルブリッツへ。
恵まれた体格に加え、スピードもあり、2006年はリーグ戦で8トライをマークするが、故障も多く、日本代表への選出はワールドカップ直前の代替選出が初。
2013年に退団し、現在は豊田通商BLUE WINGのクラブチーム豊田通商REDWINGに在籍する。